# Bacidia igniarii
Bacidia igniarii är en lavart som först beskrevs av William Nylander och som fick sitt nu gällande namn av Alfred Oxner. 
Bacidia igniarii ingår i släktet Bacidia och familjen Ramalinaceae. Enligt den finländska rödlistan är arten sårbar i Finland. Arten är reproducerande i Sverige. Artens livsmiljö är naturmoskogar.